# Dan Swanö
Dan Swanö (Finspång, 10 marzo 1973) è un cantante, chitarrista e batterista svedese, che con i suoi numerosissimi lavori e collaborazioni ha influenzato l'ambiente musicale underground del death metal e del progressive rock.

## Biografia

### Musica
Dan Swanö è stato il leader di numerose band, tra cui le più importanti sono Edge of Sanity, Nightingale, Pan.Thy.Monium, Brejn Dedd, Unicorn, Infestdead e Route Nine. È stato anche membro dei Katatonia (per i quali ha suonato la batteria) e dei Bloodbath, suonando la batteria nel loro primo EP Breeding Death e nell'album di debutto Resurrection Through Carnage, ma diventando chitarrista per Nightmares Made Flesh  durante il cambiamento di formazione in cui Mikael Åkerfeldt ha lasciato la band.
Swanö ha anche cantato nel progetto Star One di Arjen Lucassen. I due musicisti sono buoni amici, e Lucassen aveva contribuito con alcune parti di chitarra al progetto di Swanö Nightingale. Ha cantato anche negli album Theli e A'arab Zaraq - Lucid Dreaming dei Therion. Ha lavorato come produttore per i Diabolical Masquerade e per i primi album degli Opeth. Ha partecipato anche ad un progetto progressive rock con Mikael Åkerfeldt chiamato Sörskogen con il quale ha registrato una sola canzone che ha fatto da apripista per la composizione della canzone To Rid the Disease inserita nell'album degli Opeth dalle influenze settantiane Damnation.
Oltre a tutte queste partecipazioni, Swanö ha anche pubblicato un album solista progressive death metal intitolato Moontower, nel quale mostra il suo talento nel padroneggiare diversi strumenti, suonando tutto da solo (chitarra, basso, percussioni e tastiere) e occupandosi di tutte le parti vocali.
Swanö ha un vasto registro vocale, con il quale riesce a cantare in vari stili, incluso il growl tipico del death metal e diversi tipi di pulito, un cantato più melodico, associato con il progressive rock e con il gothic rock.

### Famiglia e lavoro

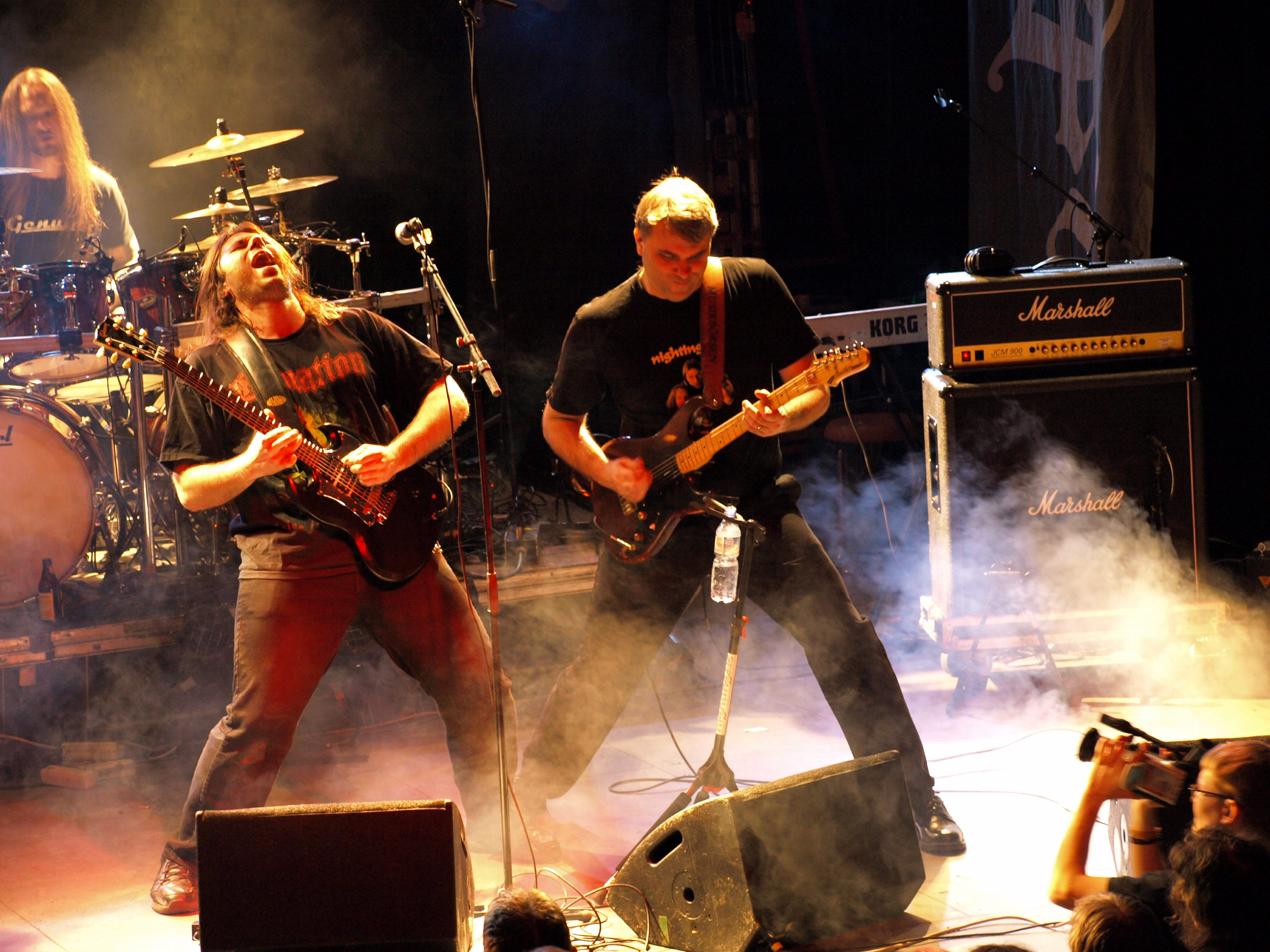
Dan e Dag Swanö

Malgrado l'ammontare di pubblicazioni con il suo nome, Dan lavora ancora come principale assistente alle vendite in un negozio di musica vicino alla sua casa in Svezia, facendo raramente dei concerti con alcune delle sue band (si dice che questo possa essere causato dalla sua incapacità di sostenere il pesante growl, usato in molti suoi progetti, per un prolungato periodo di tempo). Ha il suo studio privato in casa sua, a volte chiamato Gorysound Studios altre Unisound Studios, dove registra i propri lavori così come quelli di altre importanti gruppi underground come Marduk, Dark Funeral, Merciless, Dissection e Katatonia. Attualmente è divorziato, ma mantiene stretti rapporti con la sua famiglia. Suo fratello maggiore Dag Swanö ha suonato nei Pan.Thy.Monium con lo pseudonimo di Äag ed è un membro dei Nightingale con il nome di Tom Nouga.

## Discografie

### Solista
- 1998 - Moontower

### Bloodbath
- 2002 - Resurrection Through Carnage
- 2004 - Nightmares Made Flesh

### Edge of Sanity
- 1991 - Nothing But Death Remains
- 1992 - Unorthodox
- 1993 - The Spectral Sorrows
- 1994 - Purgatory Afterglow
- 1996 - Crimson
- 1997 - Infernal
- 1999 - Evolution
- 2003 - Crimson II

### Nightingale
- 1995 - The Breathing Shadow
- 1996 - The Closing Chronicles
- 2000 - I
- 2003 - Alive Again
- 2004 - Invisible
- 2007 - White Darkness

### Katatonia
- 1999 - Tonight's Decision

## Progetti e collaborazioni
- Altar
- Another Life
- Bloodbath
- Brejn Dedd
- Canopy
- Diabolical Masquerade
- Edge of Sanity
- Godsend
- Incision
- Infestdead
- Kaoteon
- Karaboudjan
- Katatonia
- Maceration
- Masticate
- Nightingale
- Novembre
- Oceana
- Odyssey
- Opeth
- Overflash
- Pan.Thy.Monium
- Ribspreader
- Route Nine
- Sörskogen
- Star One
- Steel
- The Lucky Seven
- Therion
- Threshold - Dead Reckoning
- Total Terror
- Ulan Bator
- Unicorn
- Wake Arkane
- Wounded Knee